# Muzeum Sztuki Nowoczesnej w Warszawie

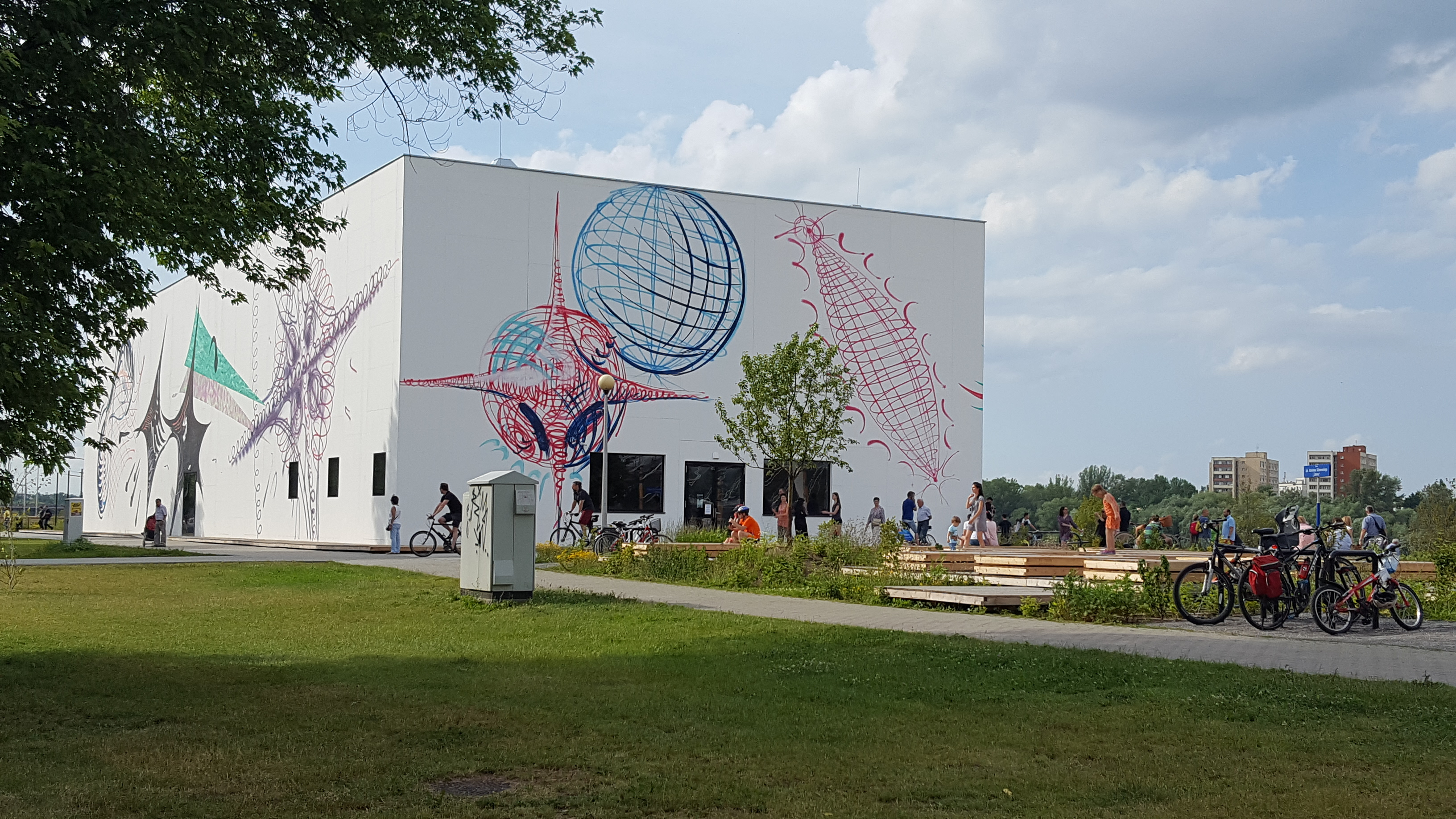
Der provisorische Museumspavillon an der Weichsel.

Das Muzeum Sztuki Nowoczesnej w Warszawie (deutsch: Museum für Moderne Kunst in Warschau) ist ein Museum für zeitgenössische Kunst in Warschau. Das Museum wurde 2007 eröffnet. Der Neubau für das Museum wurde im Oktober 2024 an der Ulica Marszałkowska eröffnet.

## Geschichte des Museums

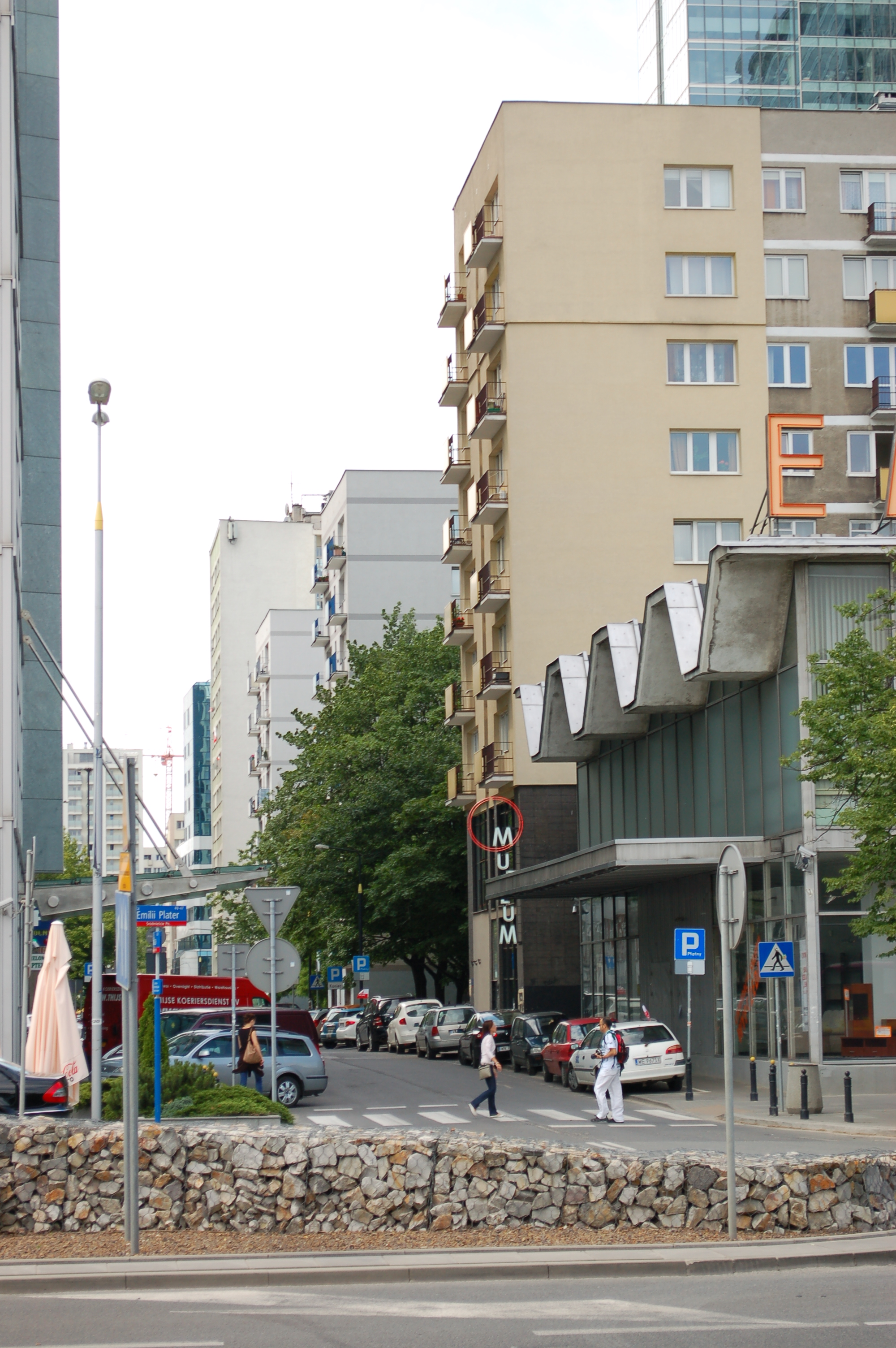
Eingang zum Museum am Standort Emilii Plater/Pańska bis zum Jahr 2016

Das Museum wurde 2005 auf einen Beschluss des polnischen Kulturministers gegründet. Die Verantwortung für das Museum tragen das Kulturministerium und die Stadt Warschau zu gleichen Teilen. Joanna Mytkowska ist die Gründungsdirektorin.
Ausstellungen von polnischer und internationaler Kunst des 20. und 21. Jahrhunderts fanden seit 2007 in einem provisorischen Ausstellungsort an der Ulica Pańska 3 Ecke Ulica Emilii Plater, am Westrand des Defiladenplatzes (pl. Plac Defilad), statt. Als Ausweichquartier für das im Winter 2016/2017 abgerissene ehemalige Möbelhaus „Dom Meblowy Emilia“ dient seit 2016 bis zur Fertigstellung eines Neubaus der Pavillon der ehemaligen Temporären Kunsthalle Berlin. Dieser Zweckbau wurde im Herbst 2016 an der Weichsel in Nachbarschaft zum Wissenschaftszentrum Kopernikus als „Muzeum nad Wisłą“ aufgebaut. Inzwischen außen weiß angestrichen, eröffnete darin am 25. März 2017 die erste Ausstellung des Museums an diesem Ort.

## Neubau

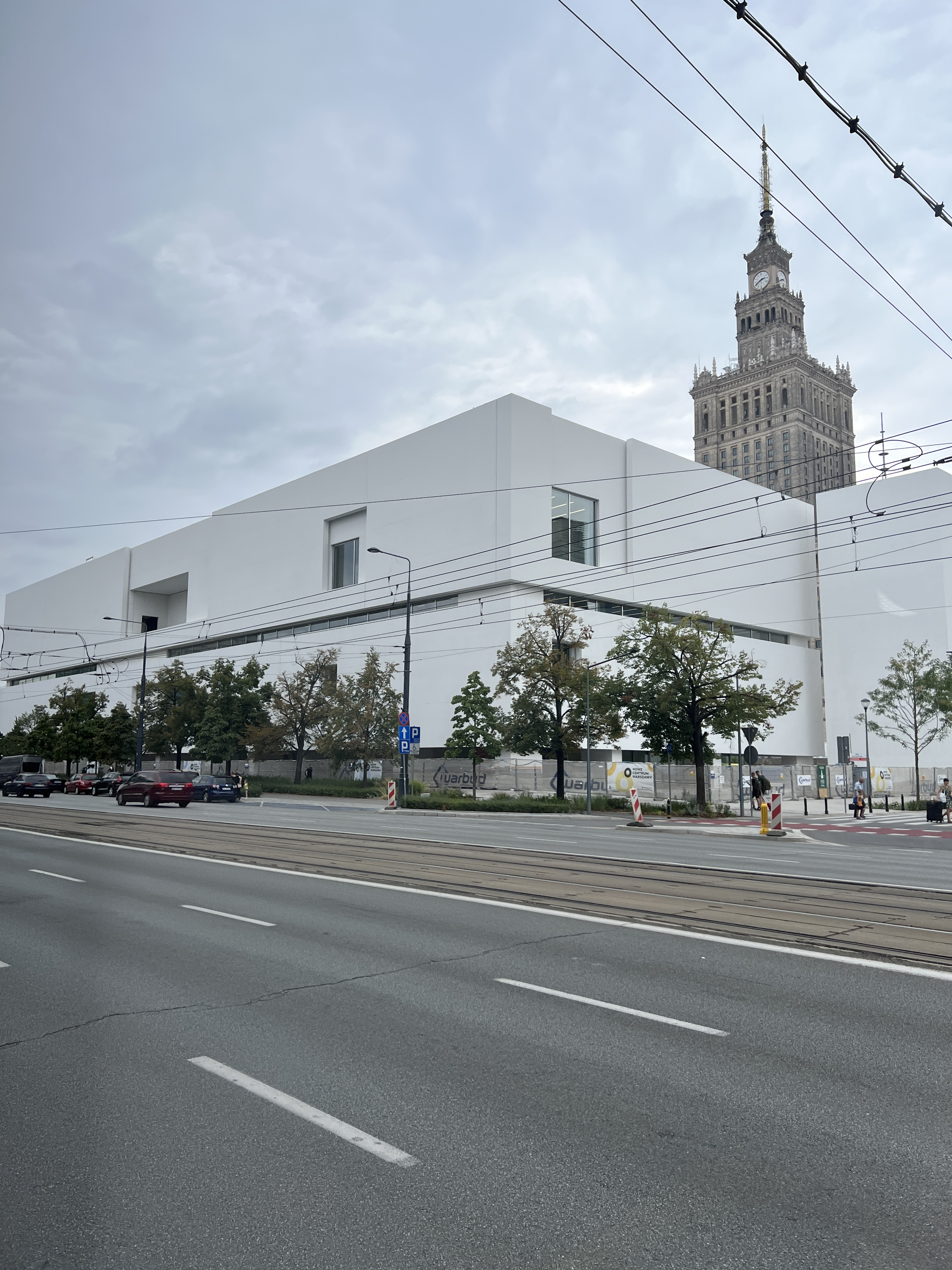
Der 2024 eröffnete Neubau des Museums

Im Jahr 2007 wurde ein internationaler Architektenwettbewerb durchgeführt, den das Architektenbüro CCAW von Christian Kerez mit einem minimalistischen Entwurf für sich entschied. Kerez hat bereits das 2000 eröffnete Kunstmuseum Liechtenstein mitentworfen. Zur Jury gehörte Daniel Libeskind. Der Plan zum Neubau des Museums für Moderne Kunst nach dem Entwurf von Kerez sah eine Nutzfläche von 30.000 Quadratmetern vor. Das L-förmige Gebäude sollte 91 Mio. EUR kosten. Im Mai 2012 wurde bekannt, dass das Stadtplanungsamt Warschau von dem Vertrag mit dem Architekturbüro CCAW Polska zurückgetreten sei. In einem erneuten, zweistufigen Wettbewerb wurde in den Jahren 2013 bis 2014 stattdessen ein Entwurf des New Yorker Architekturbüros Thomas Phifer and Partners ausgewählt, der eine Nutzfläche von nur 20.000 Quadratmetern vorsieht. Die Bauarbeiten an der Nordseite des Defiladenplatzes in der Nähe der Straßenkreuzung von Marszałkowska und Świętokrzyska dauerten von April 2019 bis Oktober 2024.
Wie bei der Eröffnungsfeier betont wurde, stellt der Neubau auch einen demokratischen Gegenentwurf zum benachbarten monumentalen Kulturpalast dar, der mit der Sowjetdiktatur assoziiert wird. Ab Februar 2025 soll die die gesamte Sammlung des Museums für Moderne Kunst präsentiert werden. Vorab können neun Kunstwerke im Gebäude betrachtet werden. Darunter ist eine Installation von Sandra Mujinga sowie eine Skulptur von Mariela Scafati.